# Пайн-Лейкс (Флорида)
Пайн-Лейкс (англ. Pine Lakes) — переписна місцевість (CDP) в США, в окрузі Лейк штату Флорида. Населення — 818 осіб (2020).

## Географія
Пайн-Лейкс розташований за координатами 28°56′23″ пн. ш. 81°25′50″ зх. д. / 28.93972° пн. ш. 81.43056° зх. д. (28.939774, -81.430586).  За даними Бюро перепису населення США в 2010 році переписна місцевість мала площу 4,45 км², з яких 4,16 км² — суходіл та 0,29 км² — водойми.

## Демографія
Згідно з переписом 2010 року, у переписній місцевості мешкали 862 особи в 327 домогосподарствах у складі 214 родин. Густота населення становила 194 особи/км².  Було 386 помешкань (87/км²).
Расовий склад населення:
| - 93,3 % — білих - 1,0 % — чорних або афроамериканців - 0,2 % — корінних американців - 0,2 % — азіатів - 3,1 % — осіб інших рас |

До двох чи більше рас належало 2,1 %. Частка іспаномовних становила 8,9 % від усіх жителів.
За віковим діапазоном населення розподілялося таким чином: 23,5 % — особи молодші 18 років, 64,8 % — особи у віці 18—64 років, 11,7 % — особи у віці 65 років та старші. Медіана віку мешканця становила 40,2 року. На 100 осіб жіночої статі у переписній місцевості припадало 102,8 чоловіків;  на 100 жінок у віці від 18 років та старших — 102,1 чоловіків також старших 18 років.
Медіана доходів становила 40 750 доларів для чоловіків та 21 458 доларів для жінок. За межею бідності перебувало 27,1 % осіб, у тому числі 51,7 % дітей у віці до 18 років та 0,0 % осіб у віці 65 років та старших.
Цивільне працевлаштоване населення становило 226 осіб. Основні галузі зайнятості: фінанси, страхування та нерухомість — 23,5 %, будівництво — 11,9 %, роздрібна торгівля — 10,2 %, мистецтво, розваги та відпочинок — 10,2 %.